# Wiktorija Jaroschenko
Wiktorija Jaroschenko (ukrainisch Вікторія Ярошенко, wiss. Transliteration Viktorija Jarošenko; * 12. Juli 1999 in Chmelnyzkyj) ist eine ehemalige ukrainische Radsportlerin, die in Bahn- und Straßenradsport aktiv war.

## Sportlicher Werdegang
2019 wurde Wiktorija Jaroschenko Dritte der nationalen U23-Meisterschaft im Einzelzeitfahren, im Jahr darauf belegte sie Platz vier. 2021 wurde sie U23-Meisterin im Straßenrennen und Zweite im Einzelzeitfahren. In diesem Jahr startete sie bei den Straßeneuropameisterschaften und wurde im Einzelzeitfahren 22. Bei den U23-Bahneuropameisterschaften 2021 in Apeldoorn errang sie die Bronzemedaille im Punktefahren und belegte bei den Bahnweltmeisterschaften in Roubaix Platz 13 in der Einerverfolgung.
Im Februar 2022 gewann Jaroschenko das türkische Eintagesrennen Grand Prix Velo Alanya.

## Erfolge

### Bahn
2021
- U23-Europameisterschaft – Punktefahren

### Straße
2021
- Ukrainische U23-Meisterin – Straßenrennen

2022
- Grand Prix Velo Alanya